# The Night We Met
The Night We Met è un brano musicale del gruppo musicale statunitense Lord Huron, tratto dal loro secondo album discografico, intitolato Strange Trails, messo in commercio nel 2017.

## Descrizione
La canzone è stata scritta e prodotta dal leader e chitarrista della band Ben Schneider, e musicata da Rick Parker, altro membro del gruppo. The Night We Met è una ballata indie rock, definita dalla rivista Under the Radar uno "straziante valzer", e dal Musical Hype "sensazionale, mettendo da parte il successo che ha ricevuto nel mainstream, poiché i testi sono poetici, mentre il suono e l'atmosfera del disco sono misteriosi".

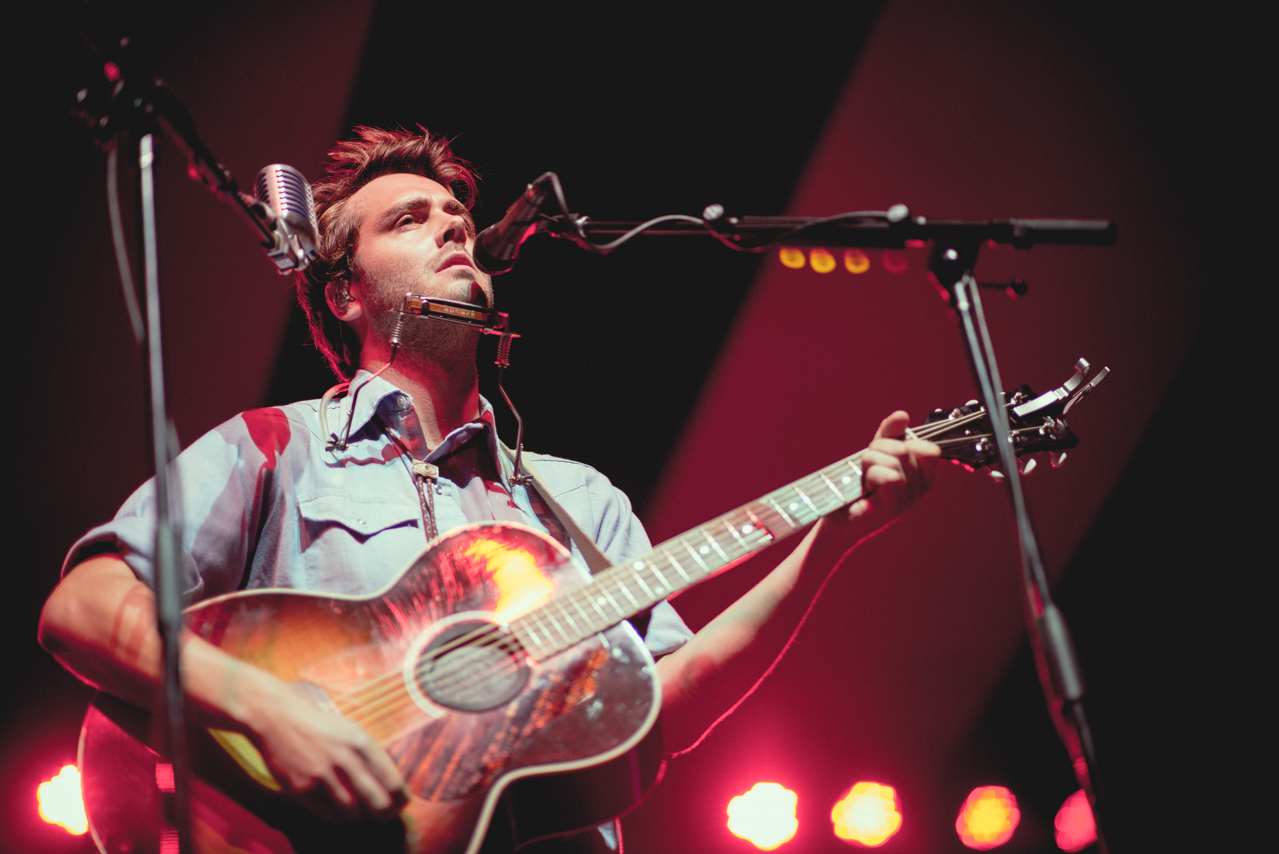
Ben Schneider mentre svolge con la sua band la canzone all'Edmonton Folk Festival 2018

## Successo commerciale
Dopo essere stato scelto come uno dei principali brani della colonna sonora della serie televisiva Tredici, la canzone è entrata nelle classifiche ufficiali di molti paesi, ed ha rapidamente raggiunto enorme popolarità. Inoltre, è stato certificato il 26 giugno 2017 disco d'oro e il 15 febbraio successivo disco di platino per ben due volte dalla Recording Industry Association of America, per la vendita di oltre due milioni di copie. Il brano è stato certificato disco d'oro anche in Francia (con 100.000 vendite) e nel Regno Unito (con 400.000 vendite).
Inoltre The Night We Met ha raggiunto la posizione numero 5 nella classifica Billboard US Hot Rock Songs, e la numero 7 nella classifica, sempre Billboard, US Adult Alternative Songs.
Nel 2019, i Lord Huron ha suonato la canzone in un duetto assieme alla cantante Phoebe Bridgers, in un'esibizione all'Hollywood Bowl.

## Nella cultura di massa
Come già spiegato, The Night We Met costituisce il brano più importante e ricorrente della serie TV americana Tredici.
In seguito è stata inserita anche nell'episodio cinque della quarta stagione della serie televisiva The Affair - Una relazione pericolosa.

## Classifiche

### Classifiche settimanali
| Classifica (2015-24)             | Posizione massima |
| -------------------------------- | ----------------- |
| Australia                        | 78                |
| Belgio (Fiandre)                 | 44                |
| Belgio (Vallonia)                | 64                |
| Canada                           | 58                |
| Francia                          | 90                |
| Grecia                           | 41                |
| Irlanda                          | 28                |
| Islanda                          | 37                |
| Regno Unito                      | 77                |
| Repubblica Ceca                  | 32                |
| Stati Uniti                      | 84                |
| Stati Uniti (alternative)        | 23                |
| Stati Uniti (rock & alternative) | 5                 |
| Svezia                           | 83                |
| Svizzera                         | 74                |

### Classifiche di fine anno
| Classifica (2024) | Posizione |
| ----------------- | --------- |
| Austria           | 33        |
| Francia           | 144       |
| Islanda           | 38        |
| Polonia           | 63        |
| Portogallo        | 73        |
| Regno Unito       | 60        |
| Svezia            | 38        |
| Svizzera          | 23        |